# Być wolnym
Być wolnym – album muzyczny różnych wykonawców, zawierający utwory skomponowane specjalnie na to wydawnictwo. Powstał z inicjatywy Jana Borysewicza, który do nagrań zaprosił swoich przyjaciół. Tytuł kompilacji pochodzi od tytułu pierwszego utworu na płycie, „Choćby nie wiem co”.

## Lista utworów i wykonawcy
| 1.  | Choćby nie wiem co | 6:06  |
|     | - Jan Borysewicz – muzyka, gitara - Robert Gawliński – słowa, śpiew - Janusz Panasewicz – śpiew - Kuba Jabłoński – perkusja - Dariusz Kozakiewicz – gitara - Ryszard Sygitowicz – gitara - Jacek Krzaklewski – gitara - Andrzej Łabędzki – gitara - Tomasz Pukacki – gitara basowa |       |
| 2.  | W milczeniu żyjemy – Paweł Kukiz | 4:41  |
|     | |       |
| 3.  | Na dzikiej łące – Perfect | 4:00  |
|     | |       |
| 4.  | Co się z tobą dzieje – Urszula | 4:31  |
|     | |       |
| 5.  | Byś imię miał – Lady Pank | 4:56  |
|     | - Jan Borysewicz – muzyka, gitara - Janusz Panasewicz – słowa, śpiew |       |
| 6.  | Z dzikiej ziemi – Robert Gawliński | 4:41  |
|     | |       |
| 7.  | Co mogę jeszcze dać – Tadeusz Nalepa | 5:26  |
|     | |       |
| 8.  | Zbyszek kieliszek koleżanka szklanka – Big Cyc | 3:58  |
|     | |       |
| 9.  | Planeta – T.Love | 3:02  |
|     | |       |
| 10. | Co dalej – Oddział Zamknięty | 4:17  |
|     | |       |
| 11. | Blustery Nite Tour – Acid Drinkers | 3:36  |
|     | |       |
|     | | 49:14 |
|     | |       |